# Sippoint
Sippoint — софтфон с поддержкой видеозвонков (протокол SIP) и передачей мгновенных текстовых сообщений (протокол XMPP).
Предыдущая версия программы - Sippoint Mini.

## Дополнительные возможности Sippoint
- запись телефонных разговоров;
- "облачное" хранение истории сообщений;
- передача мгновенных текстовых сообщений пользователям Sipnet и других сетей, таких как Google Talk, QIP, Yandex, Jabber и т. д., работающих по протоколу XMPP;
- передача пользовательских файлов;
- расширенные возможности персонализации: большой выбор вариантов оформления («скинов»), а также пользовательские аватары;
- функции управления контактами: удобный поиск, группировка по типам и расширенная работа с данными пользователей.